# Geōrgios Rallīs
Geōrgios Rallīs (in greco: Γεώργιος Ράλλης; Atene, 26 dicembre 1918 – Atene, 15 marzo 2006) è stato un politico greco, Primo ministro della Repubblica Ellenica dal 9 maggio 1980 al 19 ottobre 1981.

## Biografia
Discendente da una famiglia di politici, il padre Iōannīs, infatti, fu capo dello Stato Ellenico, Rallīs fu eletto per la prima volta nel parlamento greco nel 1950, divenendo ministro nel 1954 durante il governo di Alexandros Papagos. Quindi si unì a Kōnstantinos Karamanlīs quanto questi fondò l'Unione Nazionale Radicale e fu ministro di governo fino al 1963. Dopo il golpe militare (Dittatura dei colonnelli) del 1967 fu arrestato e mandato in esilio nell'isola di Caso dove rimase fino alla restaurazione della democrazia nel 1974.
Fu membro della Massoneria .